# 大然閣飯店火災事故
37°33′39″N 126°58′58″E / 37.560882°N 126.982714°E
大然閣飯店火災事故（韓語：대연각호텔 대화재 사고）為一起1971年12月25日發生於韓國漢城（現首爾特別市）的高樓火災，坐落在該市中區忠武路、高22層樓的大然閣飯店於事故中焚毀。財物損失8億3,820萬韓圓，共有164人死亡，63人受傷，罹難者包含中華民國和土耳其的外交官。此事故的死亡人數多過1964年美國溫哥夫旅館火災，直到焦瑪大廈火災發生之前，大然閣被視為死亡人數最高的建築物火災。而後大然閣火災仍是世上死亡人數最高的旅館火災。
大然閣飯店是漢城的一流飯店，1969年6月由金用山的極東建設興建，樓高80公尺，是漢城十大最高建築物之一。大樓內有222個房間，有28家貿易公司進駐其中。因此事故，世界各國紛紛重視起高樓火災，加強旅館火災的消防與應變措施:112:122，香港消防事務處曾在事後派出兩位高級消防員到當地考察。

## 過程

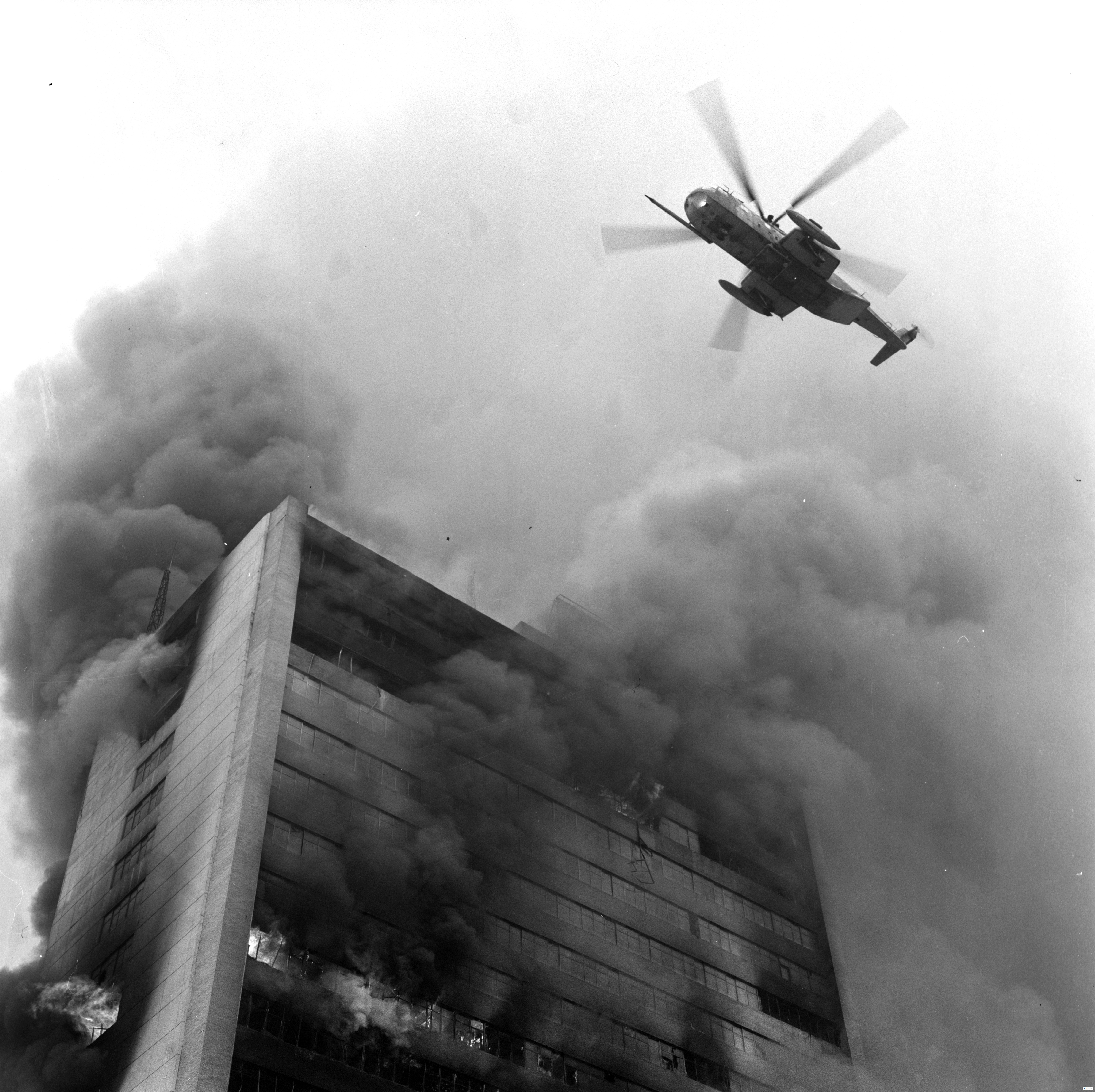
一架飛臨大然閣飯店的救援直升機

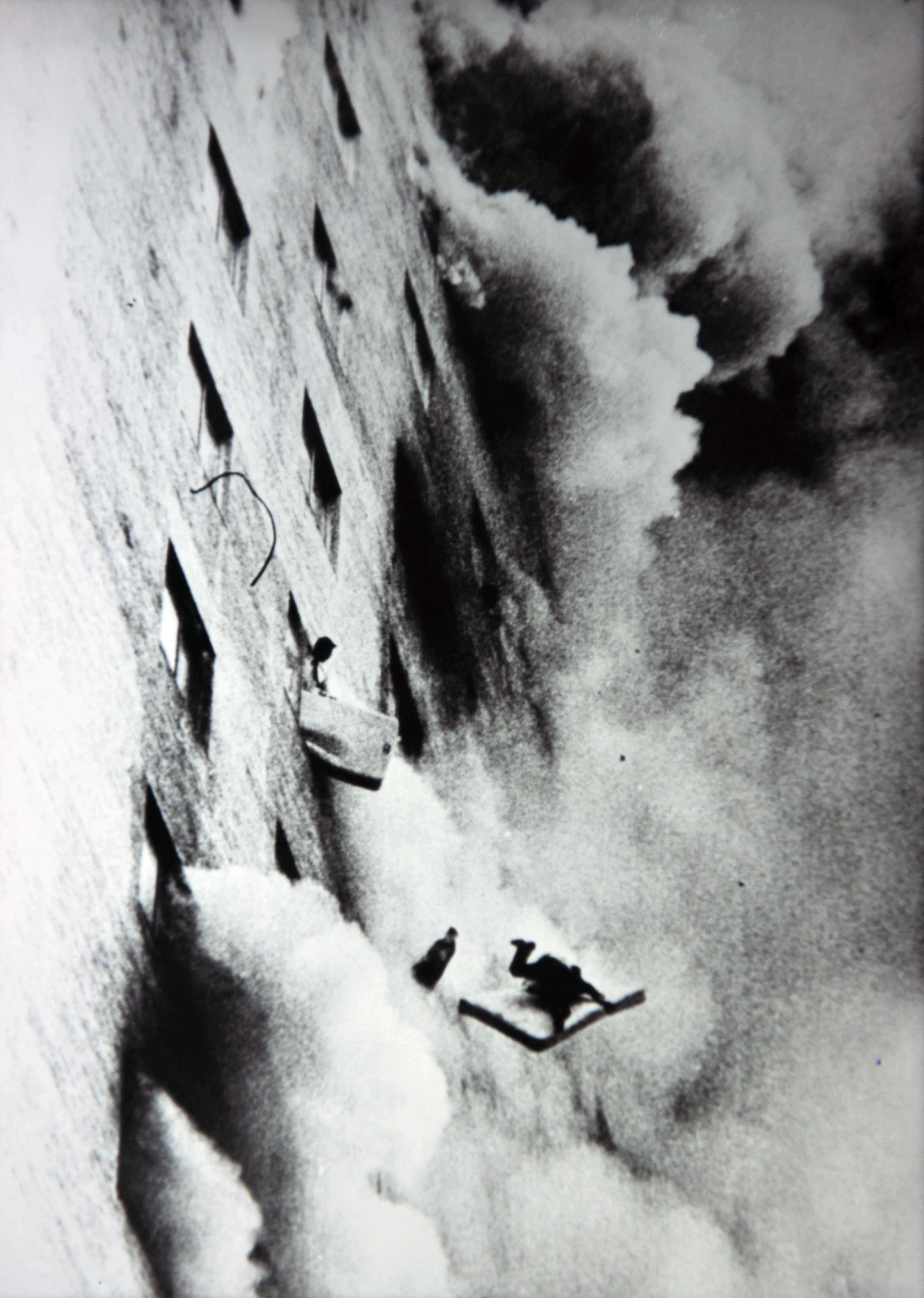
高樓受困者抱著床墊往一旁的低矮樓房跳

調查報告指出，火災起因是當日上午9時50分，位於二樓的咖啡廳的桶裝液化石油氣爆炸。火煙迅速地蔓延整個咖啡廳和休息廳，再通過室內的樓梯和豎井向上蔓延，使整幢大樓充滿濃煙，樓上的住客難以下樓逃生。漢城中部消防署接獲通報後，立刻趕往救援。警察、消防、國軍總計出動人力1,199人和12架直升機，其中包括駐韓美軍八架直升機。大樓的屋頂沒有設置停機坪，直升機無法降落，只能飛至天台上方，垂下梯子讓受困者抓住後，凌空飛越兩個街區，往兩百公尺外的南大門路高樓放人，有兩人因此從垂梯上墜落身亡。大樓燒了12個小時，一些住客抱著床墊從高樓往隔壁低矮樓房跳下，另一些住客被軍用直升機救起。:179:337。火災當日，共有住客及員工共483名人員，火災造成163人死亡，63人受傷，其中有36人為高樓跳窗死亡，2人從救難直升機的梯子墜落死亡。另至少約40人從雲梯救出，6人從直升機救出。最終大樓內裝全部燒毀，留存燻黑的被耐火混凝土包覆著鋼骨結構。
消防專家認為，大然閣飯店大樓是一幢新穎的、屋齡僅一年半的豪華旅館，但大樓缺乏消防設施，包括救生斜梯及電池供電的緊急照明燈，缺乏戶外的太平梯是死亡慘重的主要原因。大然閣住有多個國家的房客，事發後，美國、日本、印度以及中華民國等國的駐韓外交機構證實，至少有32名日本籍、9位美國籍、3名華人及一位印度籍人士在大然閣飯店內登記留宿或工作。對火場受害者的營救和搜索行動，持續至12月29日，死亡人數攀升至164人，確知8名日本人、1名美國人、2名華人、印度人及土耳其人各一人死亡。

## 影響
事故發生後，檢察官起訴並拘捕了8人，包含旅館負責人金用山、宋庸存、咖啡廳經理李和石、建築監督人何鴻博、市政府建築科長杜森曼等人。由於大然閣飯店歷史性的大火，當局吊銷了大然閣飯店的營業執照，並對轄區內的高樓展開消防安全檢查。檢查發現大部分的高樓沒有令人滿意的防火設備，於是要求所有的高樓在一個月內前改善大樓的防火水準，否則將受到處罰。此後當局修改了建築法規，規定所有的高樓都要裝上自動灑水系統，高樓的頂樓設置直升機停機坪。
中華民國駐韓大使館與大然閣飯店很近，距離僅有300公尺。中華民國駐韓公使余先榮於1970年7月到職履任之後，一直住在大然閣飯店11樓。火災時余受困於火場11樓，在窗口呼救。韓國總統朴正熙巡視現場，內務部長下令全力搶救余先榮。十小時後消防員救出躲在浴缸的余先榮，送至漢城中央療養院急救，消防員獲得晉升。余恢復意識後，因支氣管受傷而施行了支氣管手術。十天後，余先榮傷勢惡化，因併發症於1972年1月5日逝世。中華民國與大韓民國兩國政府為此舉行隆重的哀悼儀式。

## 外部連結
- 美聯社大然閣飯店火災的影片（页面存档备份，存于）